# All the Hype That Money Can Buy
| Críticas profissionais | Críticas profissionais |
| Avaliações da crítica  | Avaliações da crítica  |
| Fonte                  | Avaliação              |
| ---------------------- | ---------------------- |
| Jesus Freak Hideout    | [ 5 ]                  |

All the Hype That Money Can Buy é o terceiro álbum de estúdio da banda Five Iron Frenzy, lançado a 25 de Abril de 2000.
É o disco da banda com a maior diversidade musical, passando pela salsa, calipso e reggae misturado com ska. Dos artistas convidados, destacam-se o antigo membro Scott Kerr, Karl Perazzo de Santana, o músico cristão Randy Stonehill, Justin McRoberts e ainda os membros de The W's Bret Barker e Valentine Hellmam.

## Faixas
1. "The Greatest Story Ever Told" - 3:19
2. "Me Oh My" - 2:16
3. "Solidarity" - 3:31
4. "The Phantom Mullet" - 2:59
5. "Ugly Day" - 3:36
6. "Fahrenheit" - 3:35
7. "Four-Fifty-One" - 3:04
8. "You Probably Shouldn't Move Here" - 2:30
9. "Hurricanes" - 3:47
10. "Giants" - 4:13
11. "I Still Like Larry" -:31
12. "All the Hype" - 3:04
13. "It's Not Unusual" - 2:21
14. "A New Hope" - 2:38
15. "World Without End" - 3:45

## Créditos
- Reese Roper - Vocal
- Micah Ortega - Guitarra, vocal de apoio
- Sonnie Johnston - Guitarra
- Keith Hoerig - Baixo
- Andrew Verdecchio - Bateria
- Nathanael Dunham - Trompete
- Dennis Culp - Trombone, vocal
- Leanor Ortega - Saxofone, vocal